# Nemzetközi Ellenőrző és Felügyelő Bizottság
A Nemzetközi Ellenőrző és Felügyelő Bizottság (angolul: International Commission of Control and Supervision, ICCS) a vietnámi háború utolsó szakaszában működő nemzetközi bizottság, mely az ICC-t (International Control Commission, „Nemzetközi Ellenőrző Bizottság”), hivatalos nevén az ICSC-t (International Commission for Supervision and Control in Vietnam) volt hivatott felváltani, közvetlenül az 1973. január 27-én aláírt párizsi békeszerződést (Paris Agreement on Ending the War and Restoring Peace in Vietnam) követően. Négy felügyelő országot kötött ki a szerződés, kettőt-kettőt a két politikai oldal (szocialista és Nyugat-barát) delegált.
Az ICCS funkcióit a párizsi békeszerződés protokollja részletezi. A 4. cikkely megnevezi a hét regionális ellenőrző csoport diszlokációját és huszonhat egyéb csoportot a dél-vietnámi régiókba is. Továbbá hét csoportot rendelt a kikötőkhöz (a fegyverzetek és egyéb hadianyagok cseréjét a két vietnámi rész között a 7. cikkely részletezi) és újabb hét csoportot a fogva tartott katonai és polgári személyek kiadatásának felügyelésére.
Összességében az ICCS a tűzszünetet, illetve a csapatkivonásokat, a katonai támaszpontok felszámolását, a vízi és légi kikötők felügyeletét és az elfogott katonai és (külföldi) polgári személyek kiadatását, visszaszállítását volt hivatott felügyelni. A szemlélőknek jelentési kötelezettségük volt a békeszerződés és protokolljának szakaszolt végrehajtásról, vagy az egyezségek bármilyen irányú megszegéséről.
Kanada volt az egyik a négy ICCS tag közül, 1973. január 29. és július 31. között. Ebben a periódusban 18 000 alkalommal sértették meg a tűzszünetet a szembenálló felek, melyben több mint 76 000 ember halt meg, sebesült meg, vagy tűnt el mindkét oldalon. A tűzharcoknak esett áldozatul a Bizottság egyik helikoptere is 1973. április 9-én, amelyben kilenc személy vesztette életét, köztük két magyar, Dylski Aurél határőrszázados és Cziboly Csaba főhadnagy. A további személyek indonéz, Fülöp-szigeteki, lengyel, amerikai és kanadai állampolgárok voltak.
A delegáltak között voltak katonák és civil személyek egyaránt. Lengyelország és Magyarország képviselte a szocialista blokkot, Kanada és Indonézia pedig a másik politikai oldalt. Ahogy a korábbi ICSC-ben, itt is folyamatosak voltak a nézeteltérések az incidensek magyarázatát illetően a Varsói Szerződés és a Nyugat-barát blokk között. Kanada ezt igyekezett a „nyitott száj” módszerével ellensúlyozni a világsajtóban. Miután elhagyta az ICCS-t, helyét Irán vette át a Bizottság működésének végééig.
Robert Ringma ezredes volt az első vezérkarifőnök-helyettes (Deputy Chief of Staff (Support)) az ICCS katonai komponensében (Military Component Canadian Delegation to the International Commission of Control and Supervision, MCCD ICCS). Szolgálati ideje 1973. január 27-től június 1-jéig tartott.

## Fordítás
- Ez a szócikk részben vagy egészben  az   International Commission of Control and Supervision című angol Wikipédia-szócikk ezen változatának fordításán alapul.  Az eredeti cikk szerkesztőit annak laptörténete sorolja fel. Ez a jelzés csupán a megfogalmazás eredetét és a szerzői jogokat jelzi, nem szolgál a cikkben szereplő információk forrásmegjelöléseként.